# Nizozemski gulden
Nizozemski gulden, ISO 4217: NLG je bio službeno sredstvo plaćanja u Nizozemskoj. Označavao se simbolom ƒ ili fl., a dijelio se na 100 centi.
Nizozemski gulden bio je u optjecaju od 15. stoljeća, a zamijenjen je eurom 2002. u omjeru 1 euro = 2,20371 guldena.
U optjecaju su bile kovanice od 1, 5, 10, i 25 centi, te 1, 5, 10, 20, 50, 100 i 200 guldena, i novčanice od 5, 10, 25, 50, 100, 250 i 1000 guldena.